# جريجوري إيتزن
جريجوري إيتزن (20 أبريل 1948 - 8 يوليو 2022)، هو ممثل أمريكي، ولد في 20 أبريل 1948 بواشنطن العاصمة في الولايات المتحدة.

## أعمال

### أفلام
- (1980) الطائرة![6][7][8]
- (1998) الخوف والبغض في لاس فيغاس[9]
- (1998) سمول سولجرز[10]
- (2001) أوريجينال سين[11]
- (2001) التطور
- (2002) التكيف[12]
- (2002) حياة أو شيء ما مثلها[13]
- (2005) الدجاجة الآلية
- (2007) أنا أعرف من قتلني[14]
- (2009) مواطن ملتزم بالقانون[15]
- (2011) التغير المؤقت[16]
- (2011) ايديس أوف مارش[17]
- (2012) لينكون[18]

### مسلسلات
- 24
- الدجاجة الآلية
- إن سي آي إس
- بيفرلي هيلز 90210
- جاغ
- دالاس
- موردر
- كان ياما كان
- هانا مونتانا
- هاواي فايف أو

## ترشيحات
- جائزة توني لأفضل ممثل في مسرحية [الإنجليزية]‏ (1994)

## وصلات خارجية
- جريجوري إيتزن على موقع IMDb (الإنجليزية)
- جريجوري إيتزن على موقع روتن توميتوز (الإنجليزية)
- جريجوري إيتزن على موقع ألو سيني (الفرنسية)
- جريجوري إيتزن على موقع ميوزك برينز (الإنجليزية)
- جريجوري إيتزن على موقع أول موفي (الإنجليزية)
- جريجوري إيتزن على موقع قاعدة بيانات برودواي على الإنترنت (الإنجليزية)
- جريجوري إيتزن على موقع قاعدة بيانات الأفلام السويدية (السويدية)
- جريجوري إيتزن على موقع إن إن دي بي (الإنجليزية)
- جريجوري إيتزن على موقع قاعدة بيانات الفيلم (الإنجليزية)
- جريجوري إيتزن على موقع كينوبويسك (الروسية)